# Дело Коллини
«Дело Коллини» (нем. Der Fall Collini) — кинофильм 2019 года режиссёра Марко Кройцпайнтнера снятый по одноимённому роману Фердинанда фон Шираха. На сайте Rotten Tomatoes фильм получил рейтинг 83%, на основе 12 обзоров (в среднем 7.6/10).

## Сюжет
2001 год. Крупный влиятельный фабрикант Жан-Батист Майер убит в номере берлинской гостиницы. Единственный подозреваемый — итальянец Коллини — был задержан в холле здания полицией. Коллини отказался отвечать на вопросы. На его одежде обнаружены следы крови, мозга и осколков черепа убитого, его ботинок порван от ударов по голове Майера. По закону ему грозит пожизненное заключение. Его адвокатом назначают молодого новичка Каспара Лайнена, турка по матери, недавно получившего лицензию адвоката. Коллини отказывается разговаривать и с Лайненом. Из-за документальной путаницы с именами погибшего адвокат не сразу понимает, что его подзащитный убил Ганса Майера, человека, который в какой-то мере заменил Лайнену отца, бросившего семью. Лайнен с детства был другом семьи Майера. Майер подарил ему дорогую машину и помог получить образование. Всё же Лайнен прислушивается к совету адвоката семьи Майер прославленного профессора Маттингера не отказываться от защиты.
Поскольку Коллини молчит, дело кажется безнадёжным. Маттингер предлагает сделку: если Коллини признается в убийстве, то он уговорит прокурора скостить ему срок до семи лет. Эксперт по оружию заявляет Лайнену, что выбор оружия (пистолет Вальтер P38) весьма нетипичен, похоже, что Коллини специально искал именно эту редкую модель на чёрном рынке. Лайнен вспомнил, что видел похожий пистолет в библиотеке Майера. Проведя ночь с внучкой Майера Йоханной, с которой он ранее состоял в тайной связи, Лайнен находит и фотографирует этот пистолет. Лайнен полагает, что это совпадение неслучайно — убийство стало результатом давней мести. Он находит в архивах, что Майер служил офицером СС в Италии, и требует переноса следующего заседания. Лайнен возвращает машину семье Майер и примиряется с отцом, который бросил его мать, когда Лайнену было два года. Он отправляется в Монтекатини, родную деревню Коллини, в то время как его отец изучает законы о преступлениях нацистов, принятые в Бонне. Приятель Коллини Клаудио Луккези, чей отец был казнён за то что служил переводчиком в части Майера, рассказывает о происшедшем в 1944 году.
После взрыва бомбы в кафе «Трента», погубившей двоих немцев, командир Майер решает провести акцию возмездия, расстреляв 20 мирных жителей (в соотношении 10 к 1). Немцы произвольно выбирают населённый пункт на карте. Им оказывается деревня Монтекатини. Ночью солдаты СС вытаскивают на площадь всех жителей. На глаза Майеру попадается подросток Коллини, он просит его показать своего отца в толпе и отправляет отца в группу обречённых. Немцы расстреливают несчастных. Майер заставляет мальчика смотреть, как его заместитель добивает раненого отца выстрелами из «Вальтера» Майера.
Маттингер предлагает Лайнену выгодную работу по ведению процессов корпораций, но Лайнен отказывается и допрашивает Луккези в зале суда. Он также припирает к стене Маттингера, который участвовал в принятии «закона Дреера» 1968 года, по которому убийства нацистами гражданских лиц признавались непредумышленными, а значит, истекли 20 лет срока привлечения по статье «непредумышленное убийство». Коллини рассказывает, что подал в суд на Майера в 1969 году, но дело не приняли к рассмотрению из-за этого закона.
В ночь перед оглашением приговора Коллини кончает жизнь самоубийством. Судебное разбирательство объявляется законченным в связи со смертью обвиняемого.
Вскоре после суда Лайнен получает фотокарточку семьи Коллини и едет на похороны Фабрицио. Сидя в уличном кафе адвокат видит уходящих вдаль отца и сына Коллини.

## В ролях
- Элиас М’Барек — Каспар Лайнен
- Хайнер Лаутербах — Рихард Маттингер
- Александра Мария Лара — Йоханна Майер
- Франко Неро — Фабрицио Коллини
- Катрин Штрибек — председатель суда
- Манфред Запатка — Жан-Батист Майер
- Янис Нивёнер — Жан-Батист Майер в молодости
- Тара Фишер — Йоханна Майер в молодости
- Аксель Мусташ  — Альберто Луккези
- Питер Прагер  — Бернард Лайнен, отец Каспара
- Сабина Тимотео — оружейный эксперт

## Факты
Утверждается, что автор оригинального романа, Фердинанд фон Ширах, списал образ Майера со своего деда, Бальдура фон Шираха, который во время войны был руководителем регионального отделения НСДАП в Вене. Впрочем, Бальдур фон Ширах, в отличие от Майера, отбыл 20 лет наказания, поэтому формально был чист перед законом.